# Aeolochroma chioneschatia
Aeolochroma chioneschatia är en fjärilsart som beskrevs av Louis Beethoven Prout 1924. Aeolochroma chioneschatia ingår i släktet Aeolochroma och familjen mätare. Inga underarter finns listade i Catalogue of Life.